# Lilium elegans
Lilium elegans är en liljeväxtart som beskrevs av Carl Peter Thunberg. Lilium elegans ingår i släktet liljor, och familjen liljeväxter. Inga underarter finns listade.